# Empire khmer
802–1431
Entités précédentes :
- Chenla (802)
- Champā (1181)

Entités suivantes :
- Champā (1177)
- Sukhothaï (1238)
- Ayutthaya (1431)
- Âge sombre du Cambodge (1431)

L'Empire khmer (en khmer ចក្រភពខ្មែរ ឬ អាណាចក្រខ្មែរ) — parfois désigné comme l’empire d'Angkor ou « Cambodge impérial » au XIIe siècle, mais plus largement, « royaume angkorien » dès 802 — est une des anciennes puissances dominantes de la péninsule indochinoise du IXe au XIIIe siècle. Le royaume succède aux royaumes et principautés de Chenla, et sa fondation est datée conventionnellement en 802, lorsque le roi Jayavarman II se déclare Chakravartin, « Roi des rois ». Il prend fin après plusieurs prises d'Angkor par les Siamois entre 1352 et 1431, bien que cette dernière date soit aujourd'hui considérée comme conventionnelle. 
Devenu le royaume du Cambodge (royaume de Kambuja), morcellé et vasalisé, son histoire se poursuit alors, dans des frontières considérablement réduites et disputées.
Le site archéologique d'Angkor témoigne aujourd'hui de la puissance, de la richesse et du raffinement culturel de l'Empire khmer à son apogée. Les religions officielles furent l'hindouisme, le bouddhisme mahāyāna et le bouddhisme theravāda.

## Histoire

### Origines
À ce jour, les plus anciennes traces des origines de l’empire ont été découvertes sur le site du temple de Sdok Kok Thom, dans la province thaïlandaise de Sa Kaeo. Une stèle, datée de 1053, énonce la chronologie des anciens souverains khmers, depuis l'accession au trône de Jayavarman II en 802, jusqu'à Udayādityavarman II (1050-1066).
Jayavarman II, au IXe siècle, introduit le culte du dieu-roi (devaraja (hi)) dans le brahmanisme. Désormais, le roi est la représentation de Shiva, un des dieux de la triade brahmanique (Brahmā, Vishnou, Shiva) et en conséquence une manifestation de Bhagavan, généralement confondu avec Shiva ou Vishnou. Le souverain doit être adoré comme une divinité, avec des rites formels. Shiva et le dieu-roi partagent d’ailleurs le même symbole religieux, le lingam.

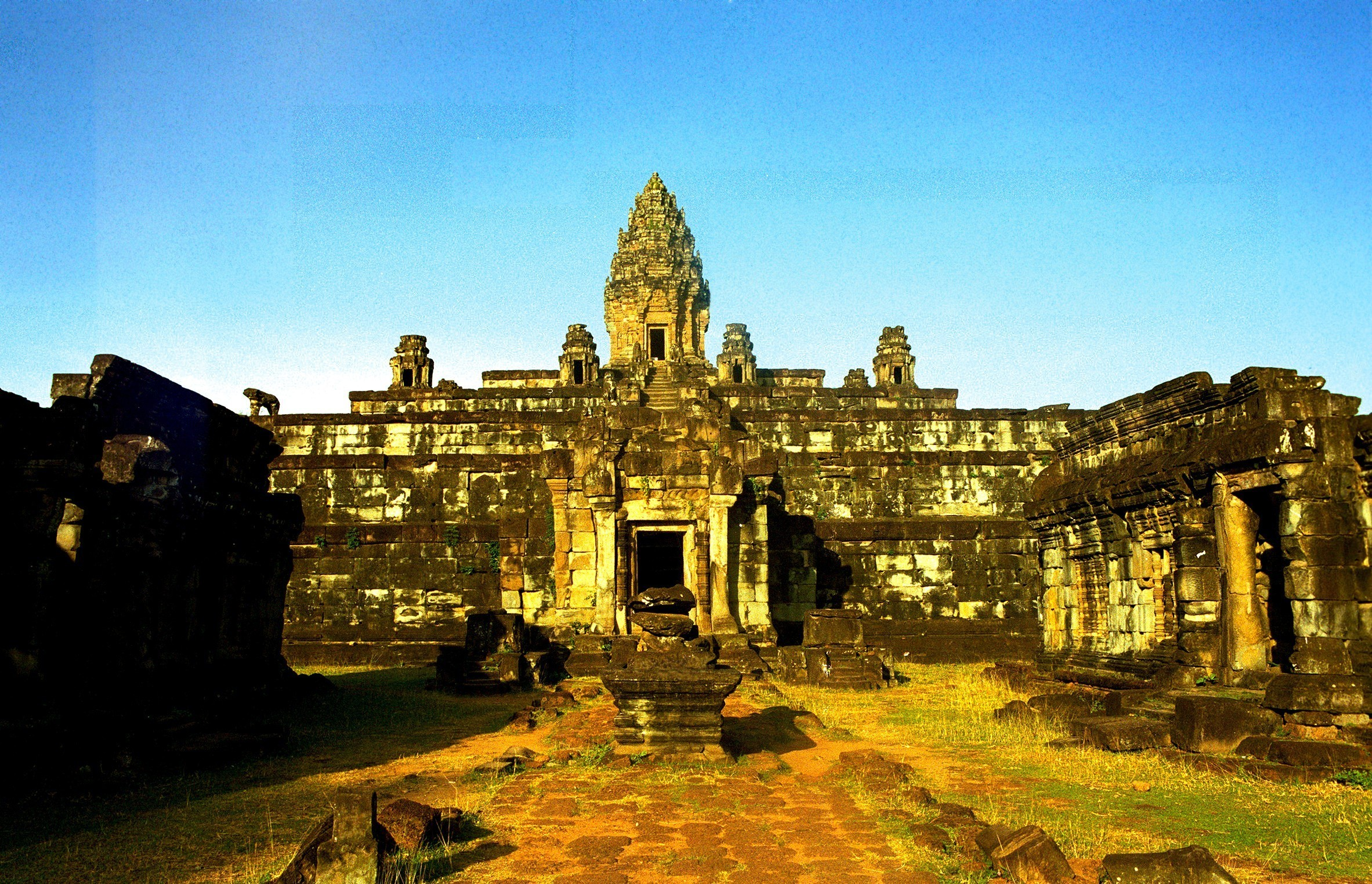
Le Bakong, temple d'État d'Indravarman Ier érigé sur le site de Hariharalaya.

D’après une ancienne interprétation, Jayavarman II aurait été un ancien prince qui vécut à la cour de Sailendra à Java (dans l'actuelle Indonésie) et en aurait rapporté l’art et la culture lors de son retour au Cambodge. Des recherches plus récentes conduites notamment par Claude Jacques et Michael Vickery remettent toutefois en cause cette théorie. Alors que l’influence javanaise se faisait déjà sentir sur la majeure partie de la péninsule, la carrière politique de Jayavarman aurait débuté à Vyadhapura, probablement Banteay Prey Nokor, près de l’actuelle ville cambodgienne de Kompong Cham ce qui lui aurait assuré des contacts de longue date (même si les inscriptions ont montré que ces relations étaient houleuses) avec les voisins Chams plutôt qu’un long séjour dans la lointaine Java. De nombreux et anciens temples du Phnom Kulen sont de style cham (tel Prasat Damrei Krap) ou javanais (comme Prasat Thmar Dap), même si leur disposition asymétrique est typiquement khmère.
Après son éventuel retour au Chenla, Jayavarman II gagne rapidement de l’influence par la conquête de plusieurs états voisins et, vers 790, prend la tête d’un royaume que les Khmers appelaient « Kambuja ». Dans les années qui suivent, il étend encore son territoire et établit une nouvelle capitale à Hariharalaya, près de l’actuelle commune cambodgienne de Roluos. En 802, il fait célébrer sur le Mahendraparvata un rituel magique d’inspiration hindouiste, que décrit la stèle de Sdok Kok Thom, par lequel il s’autoproclame chakravartin (« roi des rois ») et libère le Cambodge de la tutelle de Java,. Ainsi, Jayavarman II ne devient pas seulement un souverain incontesté de droit divin, mais il marque aussi l’indépendance de son royaume. Le roi s’éteint en 834 et son fils Jayavarman III lui succède. À sa mort, ce successeur (avant 877?) est à son tour remplacé, après une période de troubles, par un cousin Indravarman Ier.

### Yasodharapura – la première cité d’Angkor

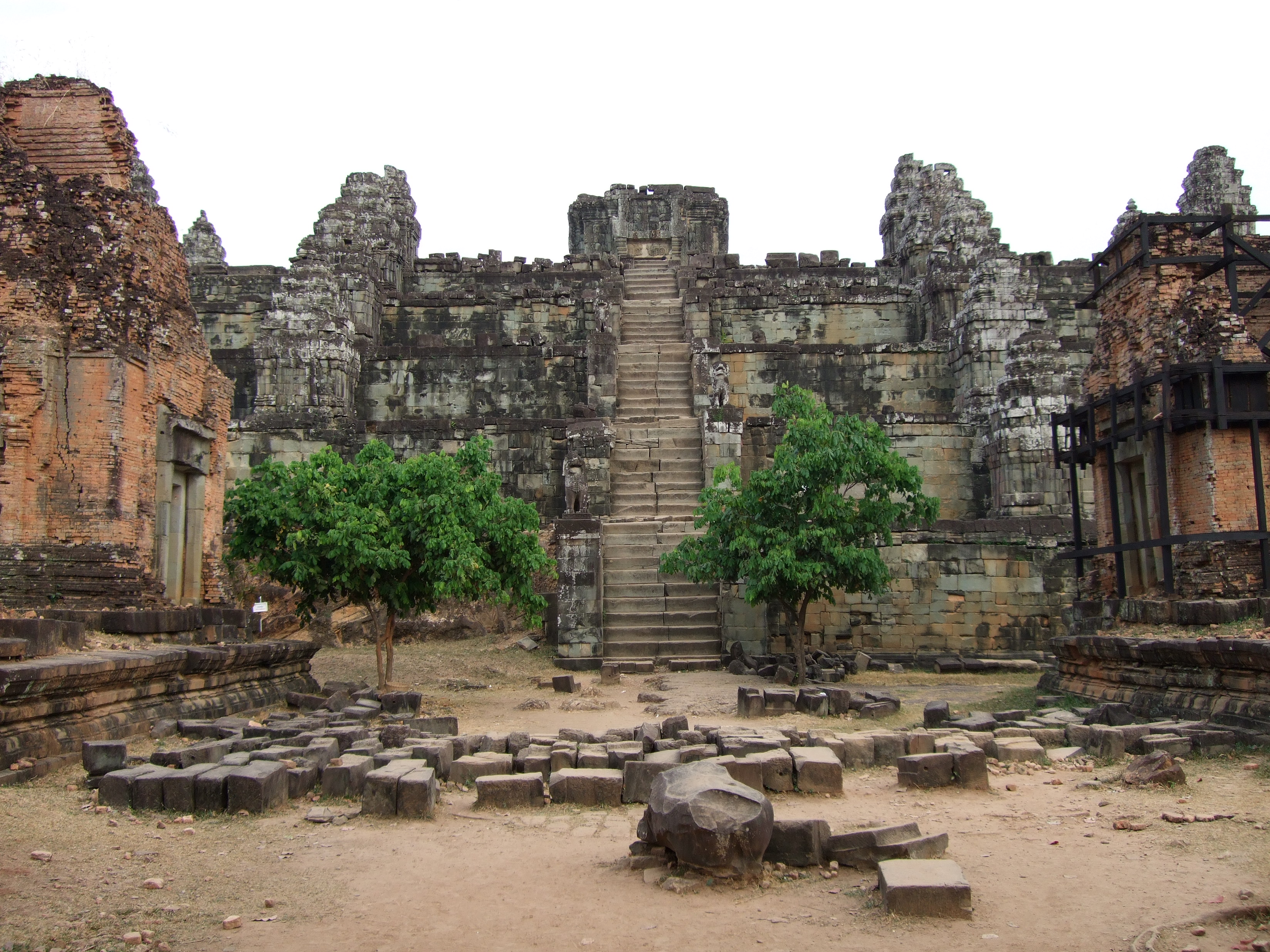
Phnom Bakheng, le premier temple bâti sur le site d'Angkor.

Les successeurs de Jayavarman II poursuivent le développement du royaume de Kambuja. Indravarman Ier (qui règne de 877 à 889) arrive à étendre le pays sans guerre et commence une politique de construction massive pour remercier les dieux d’avoir apporté à l’empire la prospérité du commerce et de l’agriculture. On lui doit notamment d’importants travaux d’irrigation et la construction du temple de Preah Kô. Son fils Yasovarman Ier lui succède de 889 à 910 et fonde une nouvelle capitale à Yaśodharapura, la première cité d’Angkor et le temple de Phnom Bakheng, à une quinzaine de kilomètres au nord-ouest d’Hariharalaya.
Au sommet du Phnom Bakheng, une colline qui surplombe d’une soixantaine de mètres la plaine d’Angkor, il fait donc ériger un temple-montagne. Pyramide à cinq degrés et cent neuf tours, il s’agit d’une représentation du mont Meru, centre de l’univers et séjour des dieux dans la cosmologie indienne.
On doit aussi à Yasovarman I le Baray oriental, un immense réservoir d’eau de 7,5 sur 1,8 km.
Au début du Xe siècle, le royaume part en décrépitude et alors que Harshavarman Ier puis son frère Isanavarman II règnent à Angkor, un de leurs oncles, Jayavarman IV, se proclame roi à Koh Ker avant de diriger, à la mort de ses neveux, l’ensemble du pays depuis sa nouvelle capitale.
Cette période est marquée par l’avènement d’un style architectural aux formes gigantesques auquel le site de Koh Ker donnera son nom, et dont le Prasat Thom, un temple-montagne de trente mètres de hauteur, est l’élément le plus représentatif.
Yaśodharapura retrouve toutefois son statut de capitale sous Rajendravarman II, neveu de Yasovarman I et roi de 944 à 968. Celui-ci perpétue sur le site la tradition des grands travaux de ses ancêtres et on lui doit notamment le Mebon oriental, situé sur une île au milieu du Baray oriental, le Prè Rup et de nombreux autres temples et monastères. Dans ce contexte éclate à l’est, en 950, la première guerre avec le royaume de Champā, qui se conclut par une victoire khmère.

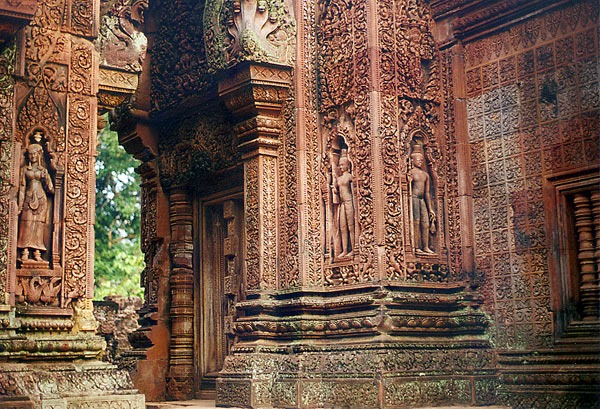
La richesse des décorations du temple de Banteay Srei, construit au Xe siècle en grès rose et en latérite, fait aujourd’hui encore référence.

Sous ce règne, certains dignitaires accroissent leur influence ; cet ascendant se caractérise par une multiplication de constructions de monuments grandioses dont le joyau est Banteay Srei, fondé en 967 par le brahmane Yajnavaraha, guru du futur Jayavarman V.
En 968, Jayavarman V succède à son père, Rajendravarman II. Après avoir établi sa suzeraineté sur d’autres princes, son règne est une longue période de paix, marquée par la prospérité et un essor culturel. Il établit une nouvelle capitale, Jayendranagari, près de Yasodharapura et s’entoure de philosophes, de lettrés et d’artistes.
La mort de Jayavarman V, vers 1001, ouvre une nouvelle phase de troubles, où plusieurs souverains ont des règnes courts  avant d’être supplantés par leurs successeurs. Cette période semble se clore avec l’arrivée au pouvoir, vers 1010, de Suryavarman Ier.
Même si Suryavarman Ier essuie plusieurs tentatives de coups d’État, il peut mener une politique de conquêtes militaires qui lui permettent d’étendre son royaume jusqu’à l’actuelle ville thaïlandaise de Lopburi à l’ouest et l’isthme de Kra au sud. Durant son règne, qui s’achève en 1050, il entreprend la construction du Baray occidental, le second réservoir d’eau encore plus grand que le premier (8 kilomètres par 2,1).

### Suryavarman II et Angkor Vat

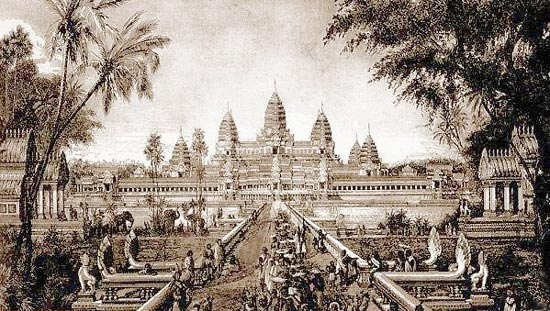
Gravure du temple d’Angkor Vat, tirée du livre de Louis Delaporte, Voyage au Cambodge : l'architecture khmère (1880).

La fin du XIe siècle est une nouvelle période de conflits et de luttes de pouvoir sanglantes qui ne s’achèvent que sous Suryavarman II, au pouvoir de 1113 à 1150 et qui parvient à unifier son royaume en interne. La construction du temple d’Angkor Vat, dédié au dieu Vishnou prend trente-sept années. Dans le même temps, l’empire s’agrandit, à l’ouest en intégrant l’état Môn d'Haripunchai (dans le nord de l'actuelle Thaïlande) et certaines zones frontalières du royaume de Pagan (de nos jours la Birmanie), à l’est en annexant plusieurs provinces du Champā, au sud en investissant la péninsule malaise jusqu’au royaume de Grahi (correspondant à peu près à l’actuelle province thaïlandaise de Nakhon Si Thammarat) et enfin au Nord, en poussant jusqu’au sud du Laos contemporain.
La fin de Suryavarman II n’a pas été clairement définie à ce jour. La dernière inscription se référant à lui traite d’un plan d’invasion du Đại Việt auquel il aurait participé en 1145. On suppose qu’il meurt lors d’une de ces expéditions militaires, entre 1145 et 1150.
Une nouvelle période de troubles suit la mort de Suryavarman II, où les règnes sont brefs et les souverains déposés par leurs successeurs. Finalement le Kambuja est défait en 1177 par l’armée Cham lors d’une bataille navale sur le lac Tonlé Sap, et devient une province du Champā.

### Jayavarman VII et Angkor Thom

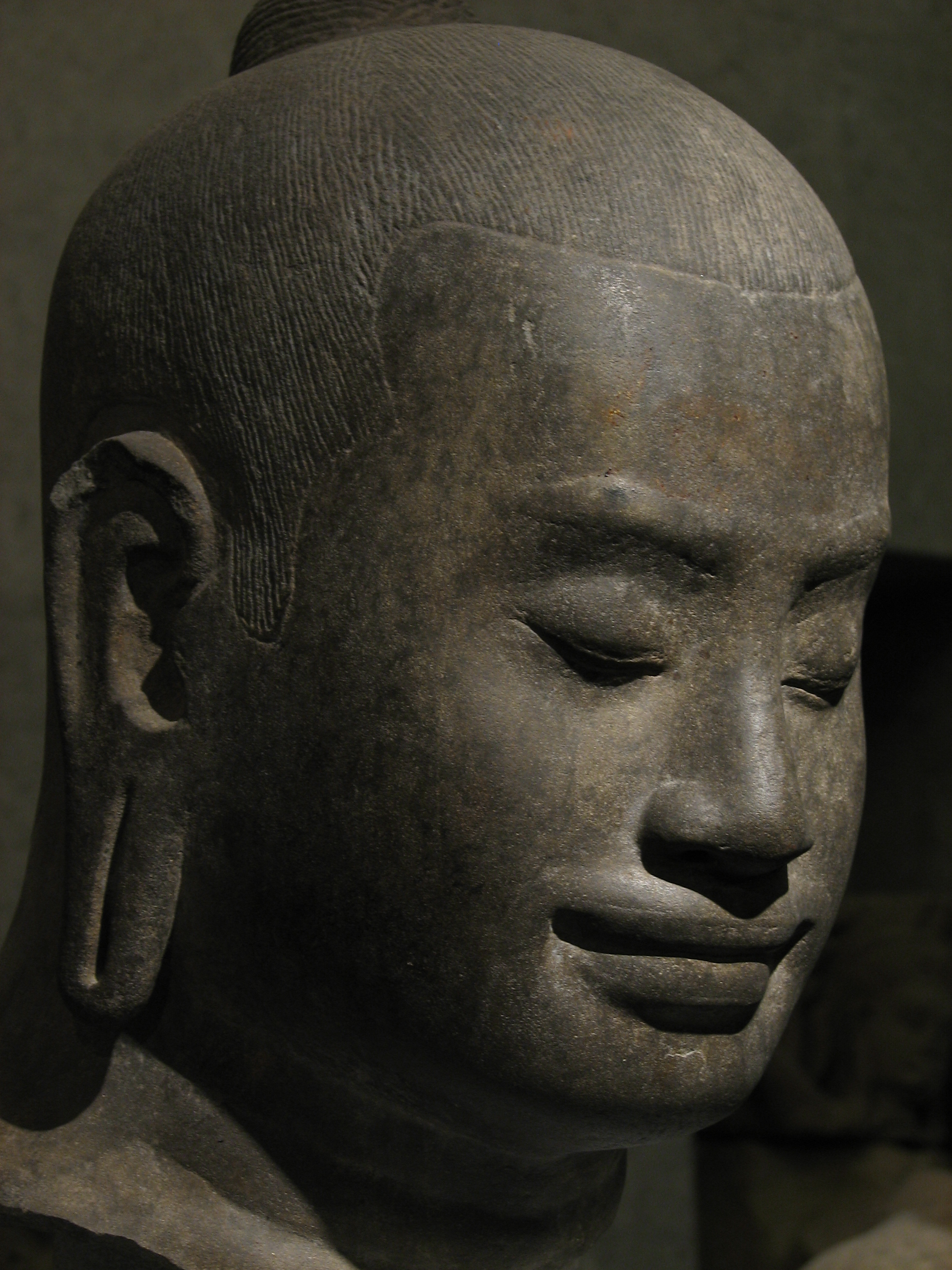
Tête présumée de Jayavarman VII, Musée Guimet Paris.

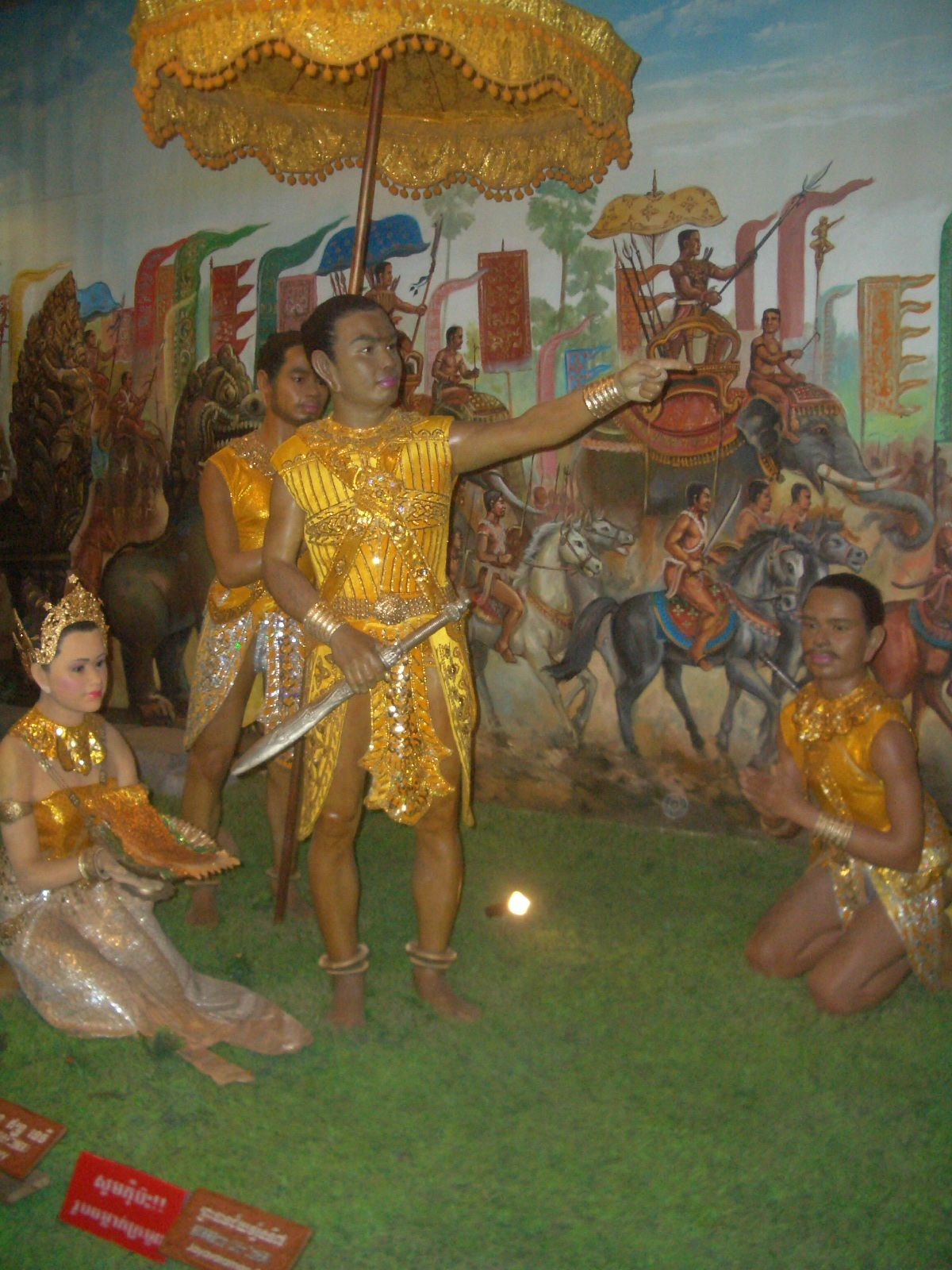
Représentation de Jayavarman VII au musée de cire de Siem Reap.

Fils de l’ancien roi Dharanindra Varman II, le futur Jayavarman VII, qui règne de 1181 à 1218 ou 1219, est un prince à la tête d’un fief proche de Kampong Svay (dans l’actuelle province de Kampong Thom) ; Yaçovarman II l’envoie au Champā en tant que chargé militaire et il y est lorsque le souverain khmer se fait déposer par Tribhuvanâditya-Varman et il ne retourne que bien plus tard dans sa principauté.
Suivant la tradition historiographique fondée sur les textes chinois, en 1177, après la prise d’Angkor par les Chams, Jayavarman VII réussit à réunir une armée et à reconquérir la capitale. Mais cette histoire classique de la grande conquête d'Angkor par les Chams en 1177, suivie de l'occupation de la ville pendant plusieurs années, n'est plus soutenable après une étude attentive des sources épigraphiques et non des textes chinois peu fiables car recopiés. Les bas-reliefs du Bayon qui montrent ceux que l'on identifie à partir de ces textes comme des vainqueurs Chams, représenteraient en fait des alliés Chams qui, aux côtés de Jayavarman, lui ont permis de reprendre le pouvoir, alors qu'un usurpateur s'en était emparé durant la campagne de Jayavarman contre Vijaya (actuelle province de Bình Định). Le souverain serait donc parti pour sa reconquête depuis Vijaya où il s'était fait des alliés Chams (ceux qui l'avaient aidé à remporter sa victoire contre les Chams de Vijaya). Au Cambodge ces alliés auraient aidé à la réunification du pays en réprimant une révolte à Malyang (aux côtés de Vidyanandana). Après que ces princes Chams aient été élevés à la dignité de yuvarāja ils seraient retournés au Champa où ils auraient principalement maintenu l'autorité khmère sur Vijaya. Les mieux documentés de ces rois sont Sūryavarmadeva et Sūryajayavarmadeva (beau-frère du roi du Cambodge) et le prince Vidyānanda, qui se retourna ensuite contre Jayavarman.
Jayavarman VII accède, donc, au trône et continue la guerre contre ses voisins de l’Est, jusqu’en 1203 et la défaite du Champa qui doit céder une partie importante de son territoire.
Mais si Jayavarman VII est connu comme le dernier grand roi d’Angkor, c’est surtout pour les grands travaux réalisés durant son règne, notamment la nouvelle capitale, baptisée Angkor Thom qu’il a créée.
Des recherches récentes par satellite ont révélé qu’Angkor Thom – dont la population était estimée à un million d’habitants - était étendu sur plus de 1 000 kilomètres carrés ce qui en fait le centre urbain connu le plus vaste du monde préindustriel.
Au centre, le roi, adepte du bouddhisme mahāyāna, construit le Bayon, avec ses tours de pierre symbolisant des visages monumentaux du Bodhisattva Avalokiteśvara. D’autres temples importants datent de la même époque, tels Ta Prohm, Banteay Kdei ou Neak Pean, ainsi que le réservoir de Srah Srang.
Le réseau routier est développé afin de connecter toutes les villes de l’empire entre elles.
Sur ces routes, 121 gites d'étape sont créés, pour les marchands, les fonctionnaires et les voyageurs.
Enfin, 102 hôpitaux sont établis, disséminés sur l’ensemble du territoire.

### Les derniers éclats
À la mort de Jayavarman VII vers 1219, son fils Indravarman II monte sur le trône et règne jusqu’en 1243.
Bouddhiste comme son père, il achève la construction de plusieurs temples.
En tant que chef de guerre, il est moins heureux : en 1220, sous la pression conjuguée du Đại Việt et de ses alliés chams, l’empire doit restituer la plupart des territoires précédemment conquis au détriment du Champā.
À l’ouest, les sujets thaïs se rebellent, fondent le premier royaume de Sukhothaï et chassent les Khmers.
Dans les 200 ans qui suivent, les Thaïs deviennent les principaux rivaux du Kambuja.
Jayavarman VIII succède en 1243 à Indravarman II. Contrairement à ses prédécesseurs, il est adepte de Shiva et impose un retour à l’ancienne religion de l’empire.
Il convertit de nombreux temples bouddhistes en sanctuaires hindouistes.
Sur le plan extérieur, le pays est menacé en 1283 par les armées mongoles de Kubilai Khan qui dirige alors la Chine.
Le roi évite la guerre avec son puissant voisin en acceptant de s’acquitter d’un tribut annuel.
Le règne de Jayavarman VIII prend fin en 1295, quand il est déposé par son gendre Indravarman III qui va conserver le trône jusqu’en 1308.
Le nouveau roi est un fidèle du bouddhisme theravāda, introduit depuis Sri Lanka et qui va rapidement s’imposer dans toute la région.
En août 1296, le diplomate chinois Zhou Daguan arrive à Angkor et reste à la cour d’Indravarman III jusqu’en juillet 1297. Il n'est ni le premier ni le dernier représentant chinois à y résider, mais son séjour est resté célèbre car il rédige plus tard un rapport détaillé sur la vie à Angkor.
Son rapport est aujourd’hui encore la principale source permettant de comprendre Angkor du temps de sa splendeur.
À côté de la description de plusieurs grands temples (le Bayon, pour lequel on lui doit de savoir que les tours étaient recouvertes d’or, le Baphûon, Angkor Vat) le texte est une mine d’informations de qualité sur la vie quotidienne, les us et les coutumes des habitants d’Angkor.

### Déclin et chute
Peu de données sont disponibles de nos jours sur la période qui suit le règne d’Indravarman III. La dernière inscription connue se trouve sur un pilier et date de 1327. Plus aucune construction monumentale ne semble avoir été entreprise dès lors.
À l’ouest, le royaume d'Ayutthaya soumet vers 1350 celui de Sukhothaï qui vient de s’affranchir de la tutelle khmère, puis lance plusieurs attaques contre la capitale.
La capitale est conquise en 1352 ; ses habitants sont déportés et le pays est placé sous l’autorité siamoise.
Les Khmers parviennent à se libérer, mais Angkor doit à nouveau subir les assauts des armées d’Ayutthaya en 1394, 1420 et 1431.
Pour échapper à ces raids, le roi Ponhea Yat décide de quitter sa capitale en 1432 pour Srey Santhor, puis, en 1434, s’installe à Chaktomuk, sur le site de l’actuelle Phnom Penh.
Ang Chan Ier l’abandonne à son tour pour s’établir à Lovek, où il fait construire son palais en 1553.
Au XVIe siècle, le roi Barom Reachea Ier (1566 – 1576), profite des difficultés siamoises (Ayutthaya est mise à sac par les Birmans en 1569) pour retourner installer la capitale à Angkor, mais l'embellie est de courte durée.
Le danger birman écarté, le roi d'Ayutthaya Naresuan investit l’ouest de l’Empire khmer, prend Lovek, en déporte la population et fait transférer les trésors de la ville. Privé de ces attributs, censés avoir été offerts par les dieux afin de protéger le royaume, l’Empire khmer entre définitivement dans une période de récession.
Une légende veut d’ailleurs que, lors de cette conquête, les armées siamoises aient jeté des pièces d’argent au pied des fortifications avant de faire mine de se retirer. Les Khmers ont alors démonté les murs de bambou afin de récupérer cette monnaie, laissant leur ville sans défense quand les envahisseurs sont revenus. Ce mythe semble symboliser une chute qui doit plus à la faiblesse de l’Empire khmer qu’à la puissance du Siam.

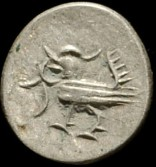
1 fuang d'argent figurant le Hamsa (uniface, post. 1600).

À propos de monnaie, la fabrication locale de numéraire reste peu étudiée, mais elle est certaine : les premières frappes de cette période remonteraient à l'usurpateur Neay Kan ; près d'un siècle plus tard, en 1595, le voyageur portugais Gabriel Quiroga de San Antonio note que circulent trois types de monnaies, de valeurs équivalentes à 1, ½ et ¼ d'unité, prenant l'apparence de rondelle en argent frappée sur une seule face, aux motifs respectifs d'un coq ou d'un paon, d'un serpent, et d'un cœur de lotus. Par ailleurs, circule un type appelé « fleur de lotus » d'après son motif stylisé et sa découpe, semble produit ultérieurement, les monnaies sont en alliage d'étain ou en billon, de même que le fuang, figurant un crabe ou une couronne. La plupart des recherches récentes sur la numismatique khmer tendent à trouver peu probable que l'Empire khmer n'ait pas développé une politique monétaire à l'instar de ses voisins, comme le Siam, la Chine impériale et le Viêt Nam, et ce, dès le Xe siècle. Après 1600, il est d'usage de considérer les monnaies circulantes dans cette région comme produites par le royaume d'Ayutthaya. Des monnaies figurant l'oiseau sacré Hamsa, appelées takung takom, sont alors émises,,.

### Angkor après leXVesiècle

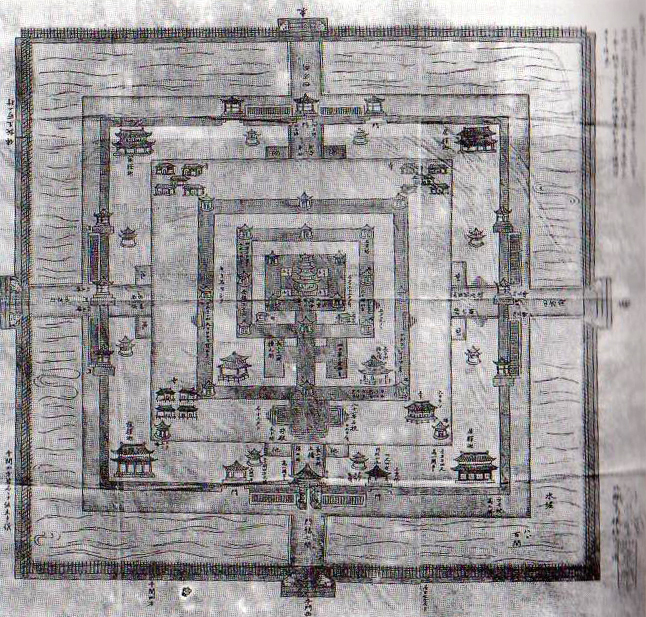
Plan d'Angkor Vat établi par des pèlerins japonais entre 1623 et 1636.

Même si des inscriptions attestent l’installation à partir du XVIIe siècle de Japonais à Angkor, dont le plus connu est Ukondafu Kazufusa, qui célébra le nouvel an khmer (Chaul Chnam) là-bas en 1632, le recul est engagé.
Entre 1619 et 1627, Chey Chettha II fait transférer sa capitale à Oudong où la cour royale va résider jusqu’en 1863. Il se rapproche aussi de l’Annam, la nouvelle puissance qui monte à l’est et dont il épouse une princesse, espérant pouvoir ainsi limiter l’influence que le Siam exerce sur son royaume. En contrepartie, il accepte l’installation de colons. En outre, officiellement pour aider le souverain khmer, un général annamite est également nommé comme commandant de la place de Prey Nokor qui sera rebaptisée Saïgon en 1698.
L’époque qui va suivre est marquée par des troubles incessants mettant aux prises les différents monarques et des prétendants.
Ces crises sont aggravées par les interventions régulières des voisins siamois et annamites, souvent à la demande d’un des deux camps.
Parfois même, quand le titulaire du trône montre des velléités d’indépendance, une armée est envoyée pour déposer le récalcitrant et le remplacer par un rival plus conciliant sans que ce dernier ait pour sa part demandé quoi que ce soit.
Ces interventions s’accompagnent également d’annexions.
En 1770, les armées de Hué s’opposent à une offensive siamoise sur Oudong, mais imposent un protectorat à l’ensemble du pays.
En 1794, Rama Ier profite de la révolte des Tây Sơn et de l’affaiblissement passager de l’Annam pour annexer les provinces d’Angkor, Battambang, Khorat, Mongkol Borey (en) et Sisophon.
En 1841, l’empereur Minh Mạng de la dynastie des Nguyễn du Vietnam décide d’annexer purement et simplement le Cambodge.
Des résidents en provenance de Hué « épaulent » dans leur tâche les gouverneurs de province alors que le vietnamien devient la langue de l’administration.
Mais en 1845 la population se révolte et, aidée par le Siam, repousse les envahisseurs.
Les deux puissances décident alors une fois pour toutes de régler leur différend quant à leur domination sur le Cambodge et conviennent de délimiter leurs zones d’influence de part et d’autre du Mékong.
Au milieu du XIXe siècle le roi Ang Duong est intronisé après accord de ses deux suzerains qui en profitent pour avaliser leurs conquêtes des dernières décennies.
Mais, sitôt au pouvoir, il tente de se rapprocher des puissances européennes qui veulent alors prendre pied dans la région et écrit une lettre le 14 juin 1853 à Napoléon III, nouvel empereur des Français à qui il propose une alliance.
Charles de Montigny, consul de France à Shanghai est chargé de conclure un traité d’amitié avec le Cambodge, mais la mission échoue.
À la mort du roi, son fils Norodom Ier lui succède, mais plusieurs dignitaires se rangent derrière Si Votha (en), un autre des fils d’Ang Duong.
Norodom est obligé d’aller chercher à Bangkok une armée siamoise pour qu'elle le réinstalle sur le trône à Oudong.
Toutefois, afin de desserrer l’étreinte de ses voisins de l’ouest, le roi se rapproche des Français qui sont en train d’investir la Cochinchine.
Un traité de protectorat est signé le 11 août 1863.

## Historiographie
De la période angkorienne, aucun enregistrement écrit n’est à ce jour parvenu jusqu’à nous, hormis les inscriptions lapidaires. De ce fait, la connaissance sur la civilisation khmère historique se limite à l’épigraphie que révèlent les fouilles et recherches archéologiques sur les supports suivants :
- les épitaphes sur les monuments qui décrivent de manière dithyrambique les exploits politiques et religieux des rois ;
- les découvertes numismatiques ;
- les bas-reliefs sur les murs de certains temples qui dépeignent des campagnes militaires, la vie au palais, sur les marchés et des scènes de la vie quotidienne de la population ;
- les récits et chroniques d'observateurs ou diplomates chinois, de missionnaires, de marchands et de voyageurs étrangers[55].

L'une des principales raisons de l'absence de manuscrits khmèrs semble être la disparition massive des manuscrits sur ôles : putrescibles, ils pouvaient être conservés jusqu'à nous à condition d'être copiés de siècle en siècle ; or, il semble que les bibliothèques khmères aient eu à souffrir de plusieurs périodes d'arrêts dans la chaîne de transmission (dont un important « vide » après 1431), ce qui fait que des manuscrits pourraient avoir été perdus à jamais.

### Découverte occidentale et exploration

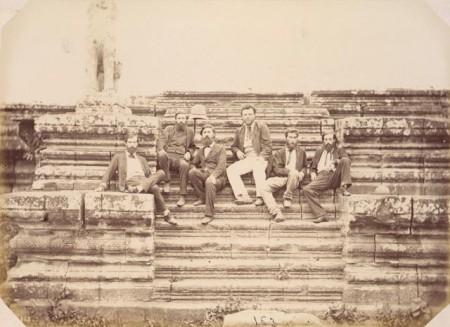
L'expédition Doudart de Lagrée sur les marches d’Angkor Vat en 1866. De gauche à droite : Francis Garnier, Louis Delaporte, Clovis Thorel, Ernest Doudart de Lagrée, Lucien Joubert, Louis de Carné - photo Émile Gsell.

Les premiers récits sur l'Empire khmer apparus en Europe dateraient de 1570 et seraient le fait de voyageurs espagnols et portugais.
Il faut attendre la publication en 1819 par Jean-Pierre Abel-Rémusat de Description du royaume de Cambodge, traduction d'un récit de voyage d'un officier chinois du XIIIe siècle, pour que l'histoire de cet empire réapparaisse comme surgie du néant.
En 1861, au début de la conquête de la Cochinchine par la France, le naturaliste Henri Mouhot, explorant la région avec l'abbé Sylvestre pour le compte de la British Royal Geographical Society, permet la re-découverte d'Angkor Vat puis d'Angkor Thom par les occidentaux – en réalité, le temple n’a jamais été complètement abandonné.
Son récit est publié dans la revue Le Tour du Monde en 1863, avant de faire l’objet d’un livre.
De 1866 à 1868, sous le commandement d'Ernest Doudart de Lagrée puis de Francis Garnier, une Mission d'exploration du Mékong est plus exhaustive et fait l'objet d'un compte-rendu dans Voyage d'Exploration en Indo-Chine, publié en 1873.

### Recherches archéologiques sous le protectorat français
De nombreuses missions d'exploration se succèdent alors jusqu'à la longue présence d'Étienne Aymonier, nommé représentant au Cambodge en 1879. Celui-ci organisa la traduction des nombreuses inscriptions et tenta de reconstituer l'histoire des rois khmers. Rentré en France à l'issue de sa mission (vers 1886), il publia de nombreuses études, un dictionnaire khmer et de multiples articles qu'il rassemble à partir de 1900 dans son grand ouvrage Le Cambodge. Ces travaux permettent également de rétablir la filiation entre l’Empire khmer et le Cambodge moderne. En effet, avec le temps, la croyance populaire avait fini par attribuer la construction des temples tels celui d’Angkor à des divinités.
Depuis le début du XXe siècle, le site d'Angkor est patiemment réhabilité par des archéologues, qui tentèrent dans un premier temps de conserver et restaurer les monuments puis de définir un cadre chronologique des différents sites découverts. Grâce à leurs travaux, ils purent prouver la continuité avec le Cambodge moderne, alors que jusque-là la période angkorienne était entourée de mythes chez la plupart des Cambodgiens.

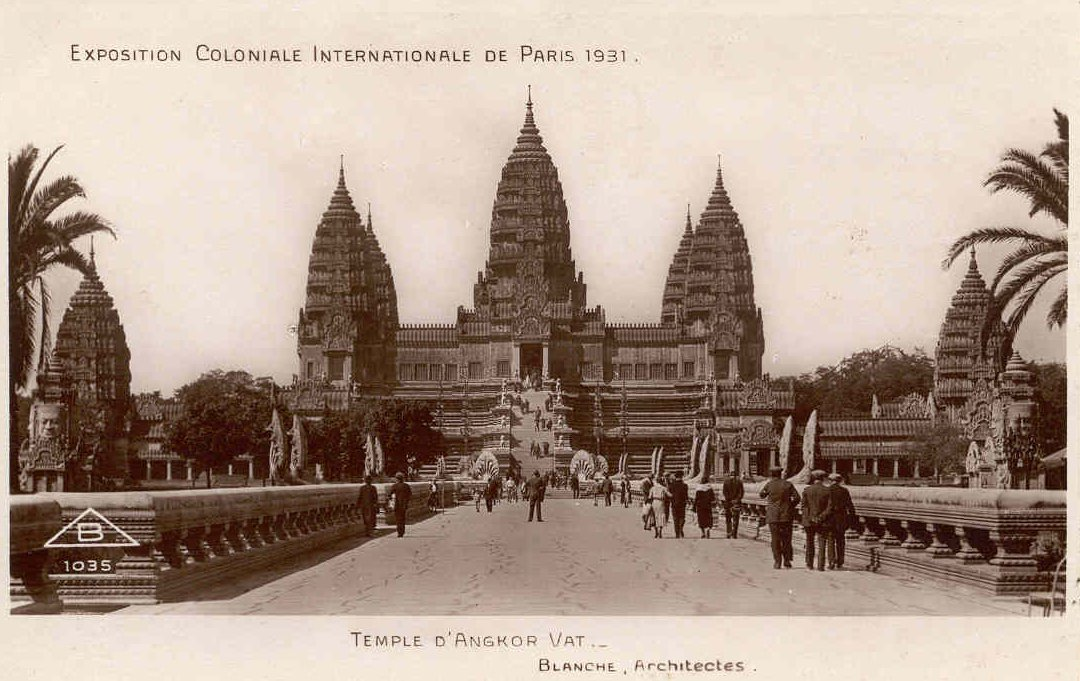
Reproduction du temple d'Angkor Vat à l'exposition coloniale internationale à Paris.

Toutefois, ces travaux servirent aussi de prétexte pour justifier la « mission civilisatrice » du colonialisme et le rôle des puissances « protectrices » dans la remise en œuvre de brillantes cultures sur le déclin. Ces théories atteindront leur paroxysme en 1931, lors de l’exposition coloniale internationale de Paris, où une reproduction du temple d’Angkor sera une des grandes attractions de la manifestation.

### Recherches depuis l'indépendance du Cambodge
Ce n’est que vers le début des années 1950, avec notamment Bernard-Philippe Groslier de l'École française d'Extrême-Orient et les travaux de George Cœdès, que l’attention se porte avec plus d’acuité sur l’utilisation de l’imposant réseau hydraulique découvert bien avant et surtout sur le besoin de procéder à une cartographie détaillée du site de l’ancienne capitale.
Toutefois, le budget limité de la conservation d’Angkor dans les années 1960 puis la guerre civile cambodgienne empêchèrent d’explorer cette voie.
Cependant, à partir du milieu des années 2000 les études par satellite révèlent que la cité de Jayavarman VII était bien plus étendue : soit une surface de plus de mille kilomètres carrés. En contrepartie, la densité de population était faible, comme ce qu'avait pu être celle de la cité maya Tikal.

### Débats contemporains sur les causes du déclin
Certains historiens pensent que le déclin de l'Empire khmer est lié au fait que les rois avaient adopté le bouddhisme hīnayāna et n’étant plus considérés comme Devaraja, il n’était plus nécessaire d’ériger des temples monumentaux à leur gloire ou à celle des dieux pour s'attirer leur protection. Le recul du concept de dieu-roi a aussi dû conduire à un affaiblissement de l’autorité du souverain et à la difficulté de trouver des volontaires prêts à se dévouer pour sa cause. L’entretien du système hydraulique a lui aussi dû s’étioler et les récoltes semblent avoir été contrariées par les inondations et les sécheresses. Ces problèmes sont très certainement une des principales causes du déclin de l’empire, alors que du temps de sa splendeur, les trois récoltes annuelles ont largement contribué à sa prospérité et à sa puissance.
Il est d’autre part probable que la peste noire eut un impact non négligeable sur les évènements décrits ci-dessus. L’épidémie apparut en Chine dans les années 1330 et atteint l’Europe vers 1345 après avoir touché l’ensemble des voies de communications dont les ports du Sud-Est asiatique avec lesquels l’empire commerçait. Il parait donc peu vraisemblable que le royaume angkorien ait pu être miraculeusement préservé de l’épidémie.
On peut également penser que les projets pharaoniques de constructions et les luttes de pouvoir au sein de la famille royale ont joué un rôle néfaste dans le devenir de l’Empire khmer. Des indications tendent toutefois à montrer qu’Angkor ne fut pas abandonnée brutalement et que pendant un temps une lignée de rois khmers y régnait alors qu’une autre s’était installée plus au sud-ouest, d’abord à Lovek, puis à Oudong  à une quarantaine de kilomètres au nord de l’actuelle Phnom Penh.
Une autre raison qui a dû avoir son importance est liée à la conquête par les Siamois de l’isthme de Kra, au nord de la péninsule Malaise, qui était alors une importante zone de transbordement de marchandises en transit entre l’Inde et la Chine et de vente de produits en provenance de l'arrière-pays. La perte de cette source de revenus importants a sûrement influé dans la décision des souverains de se rapprocher des bassins du Mékong et du Bassac qui, outre leur éloignement relatif des envahisseurs siamois, tiraient bénéfice du passage des navires de commerce venant faire une halte et s’approvisionner en riz et en produit de la forêt cambodgienne, tels les cardamomes. Mais ce déplacement vers le sud n’était pas sans risque pour l’empire. Alors que près du Tonlé Sap, l’élément hydraulique était parfaitement maîtrisé, avec des plaines en pente douce irriguées par de nombreuses rivières au débit constant, l’est du royaume était tributaire des caprices du Mékong qui suivant les années faisait subir aux récoltes inondations ou sécheresses.
Une thèse plus récente attribue la chute de l’Empire angkorien à un désastre écologique et à une faillite des infrastructures. La prospérité du pays reposait sur un système hydraulique élaboré de réservoirs (Baray) et de canaux utilisés pour le commerce, les déplacements et l’irrigation. Dans le même temps, de nouvelles zones de forêt furent défrichées sur le Phnom Kulen au profit de rizières nécessaires pour nourrir des habitants de plus en plus nombreux. Cela favorisa l’érosion des sols et les eaux de pluie ne tardèrent pas à transporter des sédiments qui encombrèrent le réseau de canaux, qui avaient de plus en plus de difficultés à répondre aux besoins croissants de la population. Ces canaux, ne pouvant plus remplir efficacement leurs rôles, le manque d’eau se fit bientôt sentir, entrecoupé d’inondations massives que les digues en mauvais état ne pouvaient plus trop contenir.
En définitive, il apparaît de plus en plus comme difficile de parler de « décadence », de « déclin soudain » ou de « disparition brutale » de l'empire : à l'arrêt de la politique de construction en pierres, a succédé une longue période de constructions en bois et en bambou, lesquelles ne se sont pas conservées faute d'entretien (ou par exemple de reconstruction après incendie), mise à part leurs fondations qui demeurent visibles ; par ailleurs, la disparition des sources manuscrites n'interdit pas d'estimer que cette civilisation ait pu se transformer, par assimilation, à d'autres cultures ; il faut également rappeler qu'au XIVe siècle, l'Asie du Sud Est connaît une migration des cités et des populations vers les littoraux, là où se passe l'expansion commerciale par le négoce maritime, mettant donc en retrait tous les centres urbains de l'hinterland, et qu'enfin, l'archéologie et l'épigraphie sont loin d'avoir encore dit leurs derniers mots.

## Culture et société
Les plus anciens monuments khmers connus sont des tours de briques du VIIe siècle. Ensuite, apparurent des petits temples étagés en pyramide. Le développement de galeries couvertes amena progressivement à des plans plus élaborés. Petit à petit, la brique est évincée par la pierre. L’architecture khmère a atteint son apogée avec la construction d’Angkor Vat par Suryavarman II (1113 – 1150) et celle d’Angkor Thom par Jayavarman VII (1181 – 1218). La sculpture a elle aussi prospéré, montrant une évolution d’un naturalisme relatif à une technique plus conventionnelle. Les bas-reliefs, absents des premiers monuments ont ensuite supplanté en importance les statues et ont même, plus tard occupé des murs entiers où ils dépeignaient avec une incroyable richesse des tranches de vies de l’époque.